# 跨大西洋

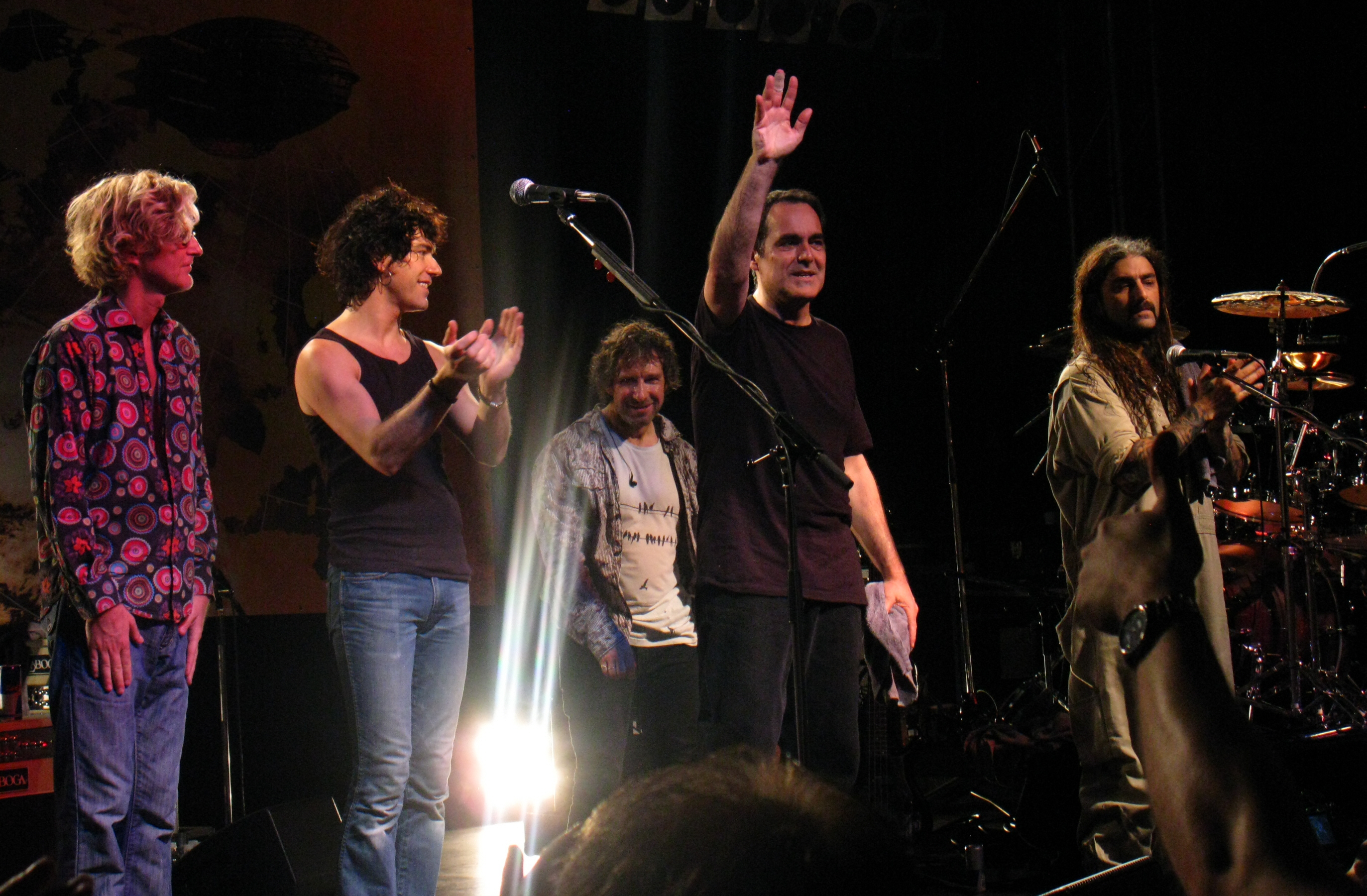
跨大西洋演出現場

跨大西洋搖滾是由尼爾·莫爾斯、羅尼·斯托爾特、皮特·特雷瓦瓦斯和邁克·波諾組成的多國前衛搖滾樂團。他們成立於1999年，是其全職樂隊的副業，但在2002年被解散。然後，他們在2009年又再度重組。